# Bellona Fossae
Le Bellona Fossae sono una struttura geologica della superficie di Venere.